# James Young Simpson

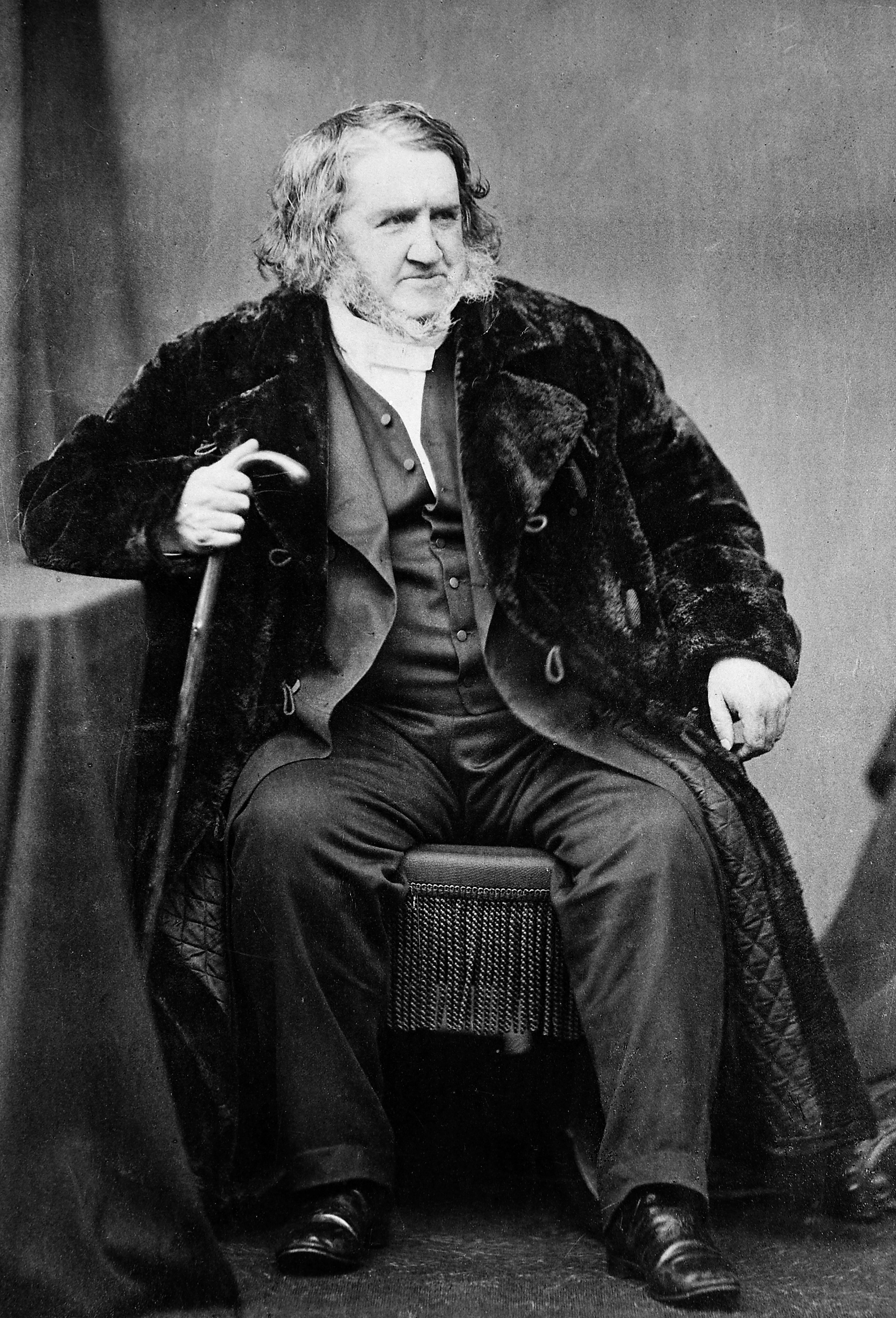
James Young Simpson

Sir James Young Simpson, 1. Baronet (* 7. Juni 1811 in Bathgate in Linlithgowshire, heute West Lothian, Schottland; † 6. Mai 1870 in Edinburgh) war ein schottischer Arzt, Professor für Geburtshilfe und 1847 Begründer der Chloroform-Anästhesie sowie der geburtshilflichen Anästhesie.

## Leben
James Young Simpson war der Sohn eines Bäckers und ging zunächst bei seinem Vater in die Lehre. Als Autodidakt und unterstützt von seinem Bruder bildete er sich jedoch weiter, erhielt ein Stipendium, schrieb sich 1825 an der Universität Edinburgh in Schottland ein und studierte dort ab 1827 Medizin. 1832 wurde er promoviert.

## Wirken
Simpson arbeitete zunächst als Landarzt und Vorlesungsassistent eines Pathologen. Zudem gab er Unterricht in Geburtshilfe und wirkte ab 1836 als Operateur am Edinburgher Lying-In-Hopital. Nachdem er seine Cousine geheiratet hatte, erhielt er 1839 einen Ruf als Professor auf den Lehrstuhl für Geburtshilfe in Edinburgh. 1844 wurde er zum Mitglied (Fellow) der Royal Society of Edinburgh gewählt.
Am 19. Januar 1847 erprobte er, entgegen der damals noch allgemein, insbesondere von schottischen Calvinisten verbreiteten Ansicht, Frauen hätten unter Schmerzen zu gebären, in seiner geburtshilflichen Praxis den Schwefeläther (veraltete Bezeichnung von Diethylether), der kurz zuvor erstmals öffentlich und erfolgreich in den Vereinigten Staaten von Amerika angewendet worden war. Da er unangenehme Eigenschaften beim Äther vermutete, suchte er nach weiteren möglichen Anästhetika. Äther hatte sich hierbei wegen seiner bronchienreizenden und Erbrechen provozierenden Eigenschaften nicht bewährt. Mit zwei Mitarbeitern hatte er in teils lebensgefährlichen Selbstversuchen auch erfolglose Inhalationen unter anderem von Azeton, Nitritäther, Benzin und Jodoformdämpfen sowie Chlorethan durchgeführt.

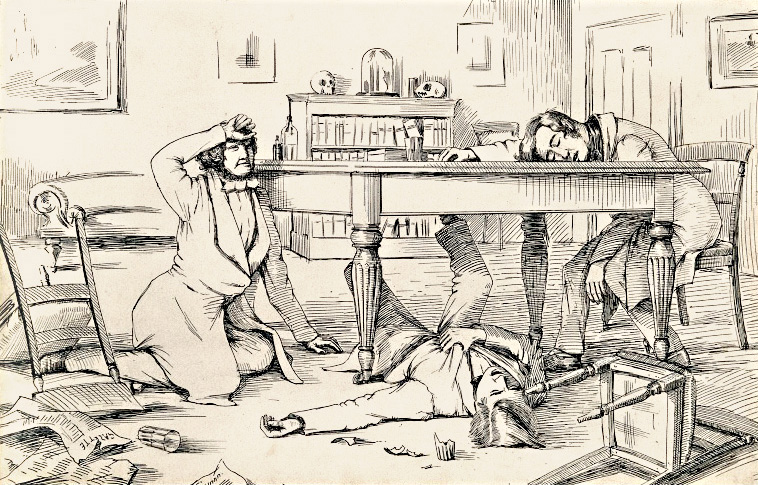
Der Effekt von Chloroform auf James Young Simpson und Freunde

Am Abend des 4. November 1847 testete er, nachdem er zuvor durch einen befreundeten Pharmazeuten aus Liverpool auf das 1831 entdeckte Chloroform aufmerksam gemacht worden war, mit seiner Frau, den zwei Mitarbeitern und zwei weiteren Bekannten in einer privaten Runde Chloroform als narkotisch und analgetisch wirkendes Narkosemittel. Simpsons Freund David Waldie hatte die Anwendung bei schmerzhaften Eingriffen aber wohl bereits im Oktober 1847 angeregt.
Am 9. November 1847 entband Simpson das erste unter Chloroformbetäubung der Mutter geborene Kind. Es erhielt den Namen Wilhelmina Carstairs.
Simpson publizierte seine eigenen Erfahrungen und Erkenntnisse aus dem Versuch mit Betäubungsmitteln am 12. November in einer Schrift, die sich 4.000 mal verkaufte. Am 20. November 1847 publizierte er in der medizinischen Zeitschrift Lancet über die Narkose mit dem Simpsons Meinung nach besser als Äther geeigneten Chloroform (von ihm fälschlich als C2HCl3 formuliert). Somit wurde Chloroform daraufhin zu Narkosezwecken allgemein eingeführt.
Simpson wurde noch 1847 zum Arzt und Geburtshelfer der Königin Victoria berufen (Im Jahre 1853 wurde Königin Victoria bei der Geburt ihres neunten Kindes durch John Snow erfolgreich mit Chloroform anästhesiert). Am 3. Februar 1866 verlieh die Königin Simpson den erblichen Adelstitel eines Baronet, of Strathavon in the County of Linlithgow.
Von Simpson stammen viele wissenschaftliche Arbeiten über Akupressur. Dieses Verfahren hat mit der traditionellen chinesischen Medizin nichts zu tun, sondern beschreibt eine Unterbindung blutender Gefäße durch Metallnadeln, die unter das Gefäß gestochen und anschließend klammerartig umgebogen werden. Simpson glaubte, im Fadenmaterial die Ursache für Wundinfektionen gefunden zu haben, seine Gefäßnadeln wurden wegen vieler Nachblutungen schnell wieder verlassen. Erfolgreich hingegen wirkte er auf den Gebieten der Geburtshilfe und Frauenheilkunde, der Anästhetika und des Hospitalismus.
Als Sir James Young Simpson, 1. Baronet, nach einem Angina-pectoris-Anfall in seiner Wohnung starb, war seine Beerdigung ein öffentliches Ereignis. Ihm zu Ehren wurde in der Londoner Westminster Abbey eine Büste angebracht und im Park Princes Street Gardens in Edinburgh eine Bronzestatue aufgestellt. Sein Grab befindet sich auf dem Warriston Cemetery in Edinburgh. Seinen Adelstitel erbte sein Sohn Walter Grindlay Simpson (1843–1898).

## Schriften (Auswahl)
- Account of a new anaesthetic agent, as a substitute for sulphuric ether in sugery and midwifery. Sutherland and Knox, Edinburg; S. Highley, London 1847.
- On a new anaesthetic agent, more efficient than sulfuric ether. In: Lancet, II. Band 17, 1847. S. 549 ff.
- Cases of employment of chloroform in midwifery. In: Lancet, II. Band 24, 1847.
- Anaesthesia, or the employment of chloroform and ether in surgery, midwifery, etc. Lindsay & Blakiston, Philadelphia 1849.